# South Gate Ridge
South Gate Ridge é uma Região censo-designada localizada no estado americano de Flórida, no Condado de Sarasota.

## Demografia
Segundo o censo americano de 2000, a sua população era de 5655 habitantes.

## Geografia
De acordo com o United States Census Bureau tem uma área de
4,7 km², dos quais 4,7 km² cobertos por terra e 0,0 km² cobertos por água.

## Localidades na vizinhança
O diagrama seguinte representa as localidades num raio de 8 km ao redor de South Gate Ridge.